# Louis Barbier
Louis Barbier de La Rivière (Vandélicourt, 1593 – Paris, 30 de janeiro de 1670) foi um prelado francês que foi bispo de Langres de 1655 à 1670.

## Biografia
Louis Barbier era filho de Antoine Barbier, senhor de La Rivière e de Cécile Lemaire. Foi tonsurado em 29 de março de 1603, e destinado a uma carreira eclesiástica. Parece ter obtido um doutorado in utroque iure. Estudou também filosofia na faculdade de Plessis, onde foi professor. Depois de ser ordenado, o abade de La Rivière se tornou capelão do bispo de Cahors, que o apresentou a Gastão, Duque d'Orleães, irmão de Luís XIII, cuja confiança ganhou e traiu revelando seus segredos ao cardeal Mazarino. Esse homem "fino e hábil tinha um caráter vil e desprezível".
Sua função era uma sinecura, porque não parece ter sido ordenado sacerdote antes de 1655. Foi nomeado capelão da rainha e recebeu as receitas de ricos benefícios eclesiásticos, incluindo a abadia de Saint-Benoît-sur-Loire em 1642. Desempenhou um papel significativo durante o período da Fronda, fazendo intrigas entre seu protetor Gastão, Duque d'Orleães, a regente Ana da Áustria e o partido do  príncipe de Condé para obter a mitra de cardeal.
Em fevereiro de 1655, foi nomeado bispo de Langres, confirmado em 15 de novembro e consagrado em 2 de janeiro do ano seguinte, mas continuou residindo em sua maioria na corte, onde sua inteligência estava sempre em demanda e onde ganhava grandes somas de dinheiro no jogo de apostas.
Barbier comprou o Hôtel de Ribault da viúva de Antoine de Louvencourt em 1650, e teve grandes obras de reforma e ampliação realizadas a partir de 1652 por François Le Vau. Os maiores artistas do século trabalharam lá, incluindo Charles Le Brun e Michel Dorigny. Esta residência ficou conhecida como o Hôtel de Langres, cujos painéis e tetos dos dois quartos principais foram desmontados em 1867 e remontados em 1878 em Paris, no Museu Carnavalet.
Tendo acumulado uma grande fortuna, após sua morte, foi encontrado em seu testamento: "não deixo nada para o meu mordomo, porque ele está ao meu serviço há dezoito anos […] Deixo cem escudos para quem fizer o meu epitáfio".